# 앤 아처
앤 아처(Anne Archer, 1947년 8월 24일 ~ )는 미국의 배우이다.

## 출연 작품
- 긴급 명령 (영화)
- 패트리어트 게임